# María Antonia Iglesias González
María Antonia Iglesias González (Ourense, 15 de gener del 1945-29 de juliol de 2014) va ser una escriptora i periodista espanyola.
El seu pare fou el famós pianista i musicòleg Antonio Iglesias Álvarez, i ha treballat en publicacions com Informaciones, 
Triunfo,Tiempo, Interviú, o El País'.

## Ràdio
- Hoy por hoy, (Cadena SER)
- La Brújula (2002, Onda Cero)
- Protagonistas (2004-2006, Punto Radio)

## Televisió
- Informe Semanal, 1984, RTVE
- Día a día (1996-2004, Telecinco)
- Cada día (2004-2005-2006, Telecinco)
- Lo que inTeresa (2006, Antena 3)
- Las Mañanas de Cuatro (2006-2009, Cuatro)
- Madrid opina (2006-2008, Telemadrid)
- La mirada crítica (2008, Telecinco)
- La noria (2008-2011, Telecinco)